# بارلی، سم
بارلی (به فرانسوی: Barly) یک کمون (فرانسه) در فرانسه است که در canton of Bernaville واقع شده‌است. بارلی ۱۱٫۶۴ کیلومتر مربع مساحت دارد ۶۹ متر بالاتر از سطح دریا واقع شده‌است.